# 奥尔莫 (姓)
奥尔莫，使用于斯堪的纳维亚的挪威語姓。以下知名人物使用此姓：
- 约翰·奥尔莫（英语：John Aalmo）（1902年8月7日－1981年7月19日），挪威保守党政治家。